# Pechipogo obsoleta
Pechipogo obsoleta là một loài bướm đêm trong họ Noctuidae.